# Claville-Motteville
Claville-Motteville – miejscowość i gmina we Francji, w regionie Normandia, w departamencie Sekwana Nadmorska.
Według danych na rok 1990 gminę zamieszkiwały 243 osoby, a gęstość zaludnienia wynosiła 26 osób/km² (wśród 1421 gmin Górnej Normandii Claville-Motteville plasuje się na 662. miejscu pod względem liczby ludności, natomiast pod względem powierzchni na miejscu 386.).